# Aachener Wald

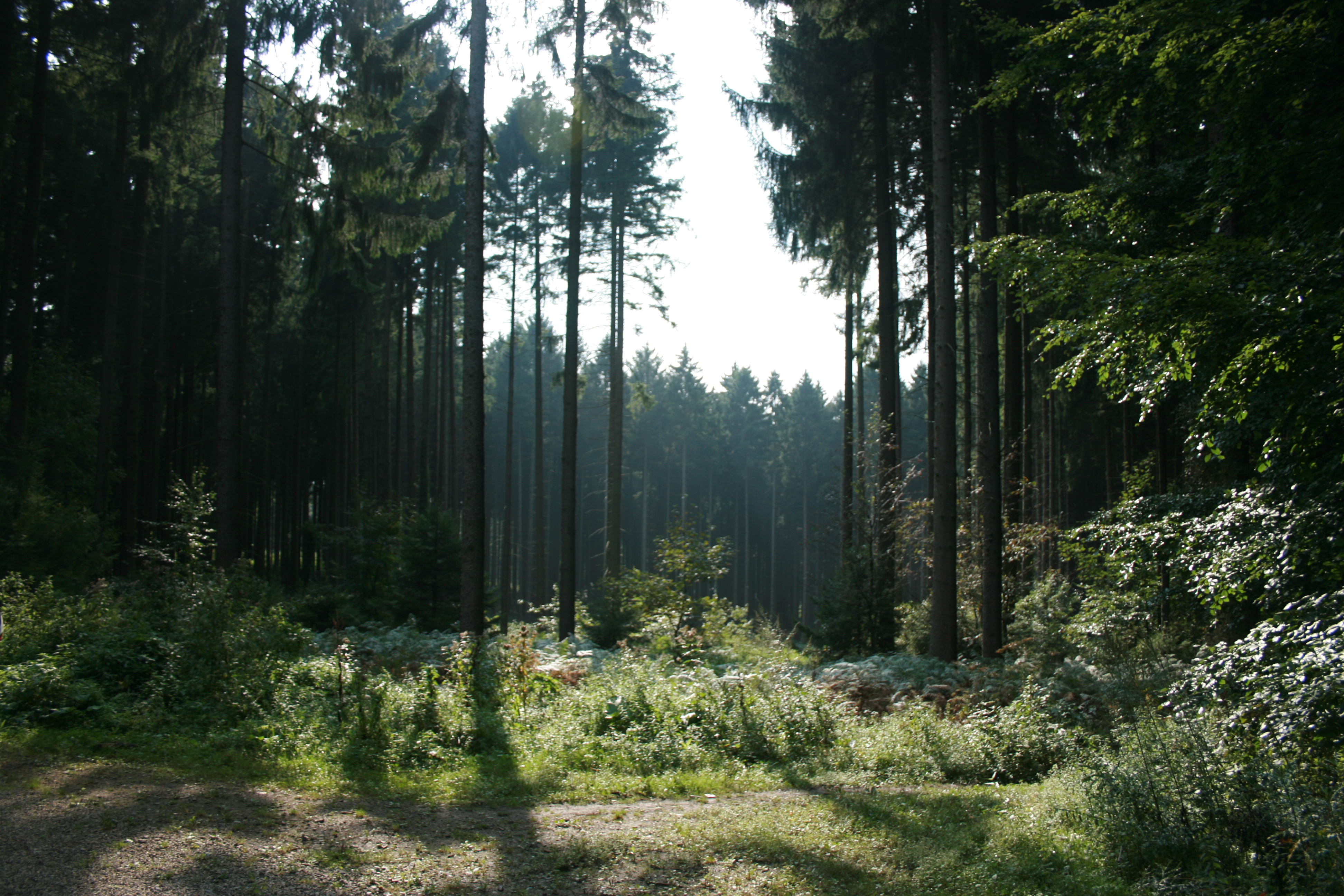
Akenerbos

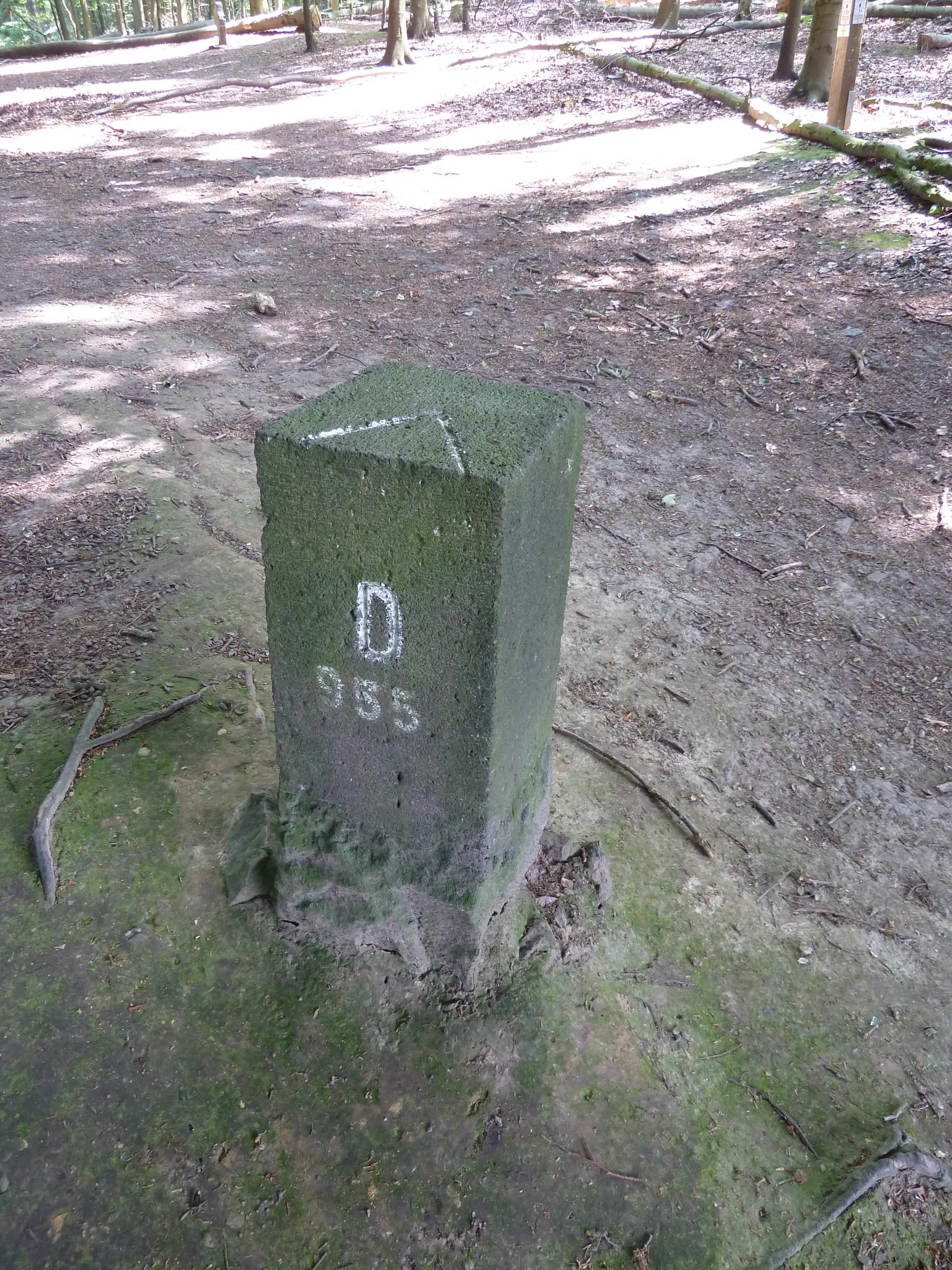
Grenssteen bij de Zyklopensteine

Het Aachener Wald (Akens dialect: Öcher Bösch; in het Nederlands ook wel Akenerbos, Akense bos of Akense woud) is een bosgebied dat gelegen is op enkele kilometers ten zuiden van het centrum van Aken in het stadsdeel Aachen-Mitte. Het bos heeft een oppervlakte van 1350 hectare. Een deel strekt zich uit over de landsgrenzen heen naar België, waar het op het grondgebied van de gemeenten Raeren, Kelmis en Plombières ligt.

## Geografie
Op zijn breedste punt (west-oost) is het bos ongeveer 8,2 kilometer breed en op de grootste noord-zuid-lengte is het bos 2,5 km lang. Het bos bevindt zich op een hoogte tot 360 meter NAP. Het ligt in de overgang van de Nederrijnse Laagvlakte (een laagland in Noordrijn-Westfalen) naar de Eifel. Een groot deel van het bos ligt op een heuvelrug die duidelijk uitsteekt boven het omliggende landschap. In het Noordwesten grenst het nog min of meer aan het Preusbos (Duits: Preusswald; Frans: Bois de Preuss), dat grotendeels in België ligt en voor een klein deel in Duitsland en voor een nog kleiner deel in Nederland. Het Akenerbos wordt samen met het Preussbos en Vijlenerbos wel "Drielandenbos(sen)" genoemd.

## Natuur en instandhouding
Er zijn goede groeiomstandigheden in het Akenerbos, zodat de bomen en bodemplanten zich goed kunnen aanpassen. Door de nabijheid van de stad en de infrastructuur is het belast en zelfs bedreigd. De daaruit voortvloeiende schade aan bossen die met de tijd meer en meer toeneemt, is gemiddeld in vergelijking met alle bossen in Noordrijn-Westfalen. Waar mogelijk wordt het wild aan zwijnen en herten in stand gehouden.

## Recreatiezone
Het Akenerbos biedt een recreatiegebied voor de stad Aken, waar men kan wandelen, nordic walking, mountainbiken, joggen of gewoon ontspannen, en tegenwoordig is het bos het meest populaire recreatiegebied voor Aken. Het woud heeft meer dan 100 km aan wandelpaden.

## Markante punten

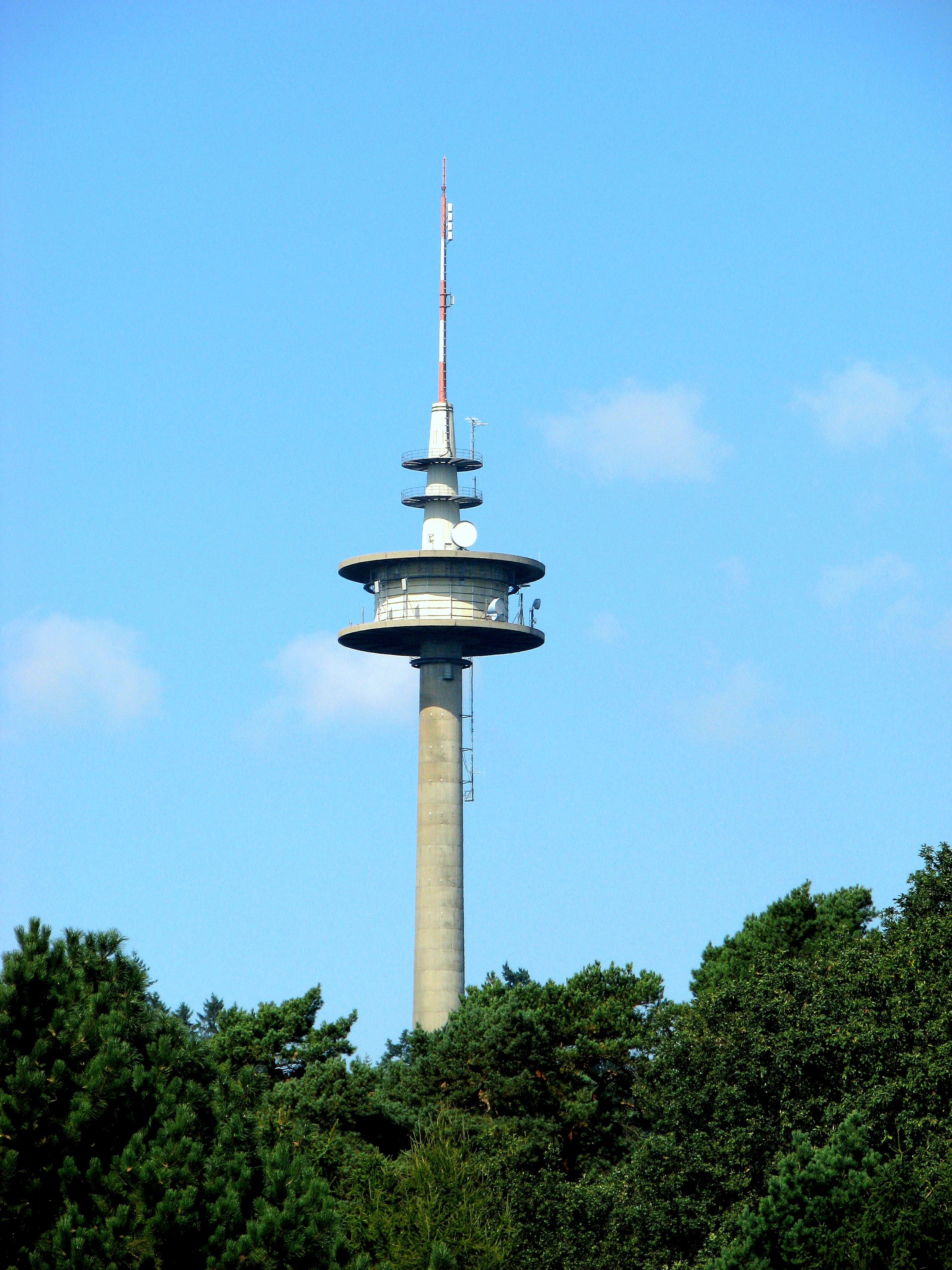
De Mulleklenkes, een van de twee masten.

In het Duitse deel van het bos bevinden zich twee grote zendmasten, waarvan een de Mulleklenkes heet.
Vlak bij de grens tussen België en Duitsland, maar nog net in België, liggen ook de Zyklopensteine, een natuurmonument dat bestaat uit ongeveer 50 grote steenblokken van zandsteen en kwartsiet in verschillende formaten.
Niet ver ten zuiden van de Zyklopensteine ligt de Geulbron, de bron waar de rivier de Geul ontspringt.

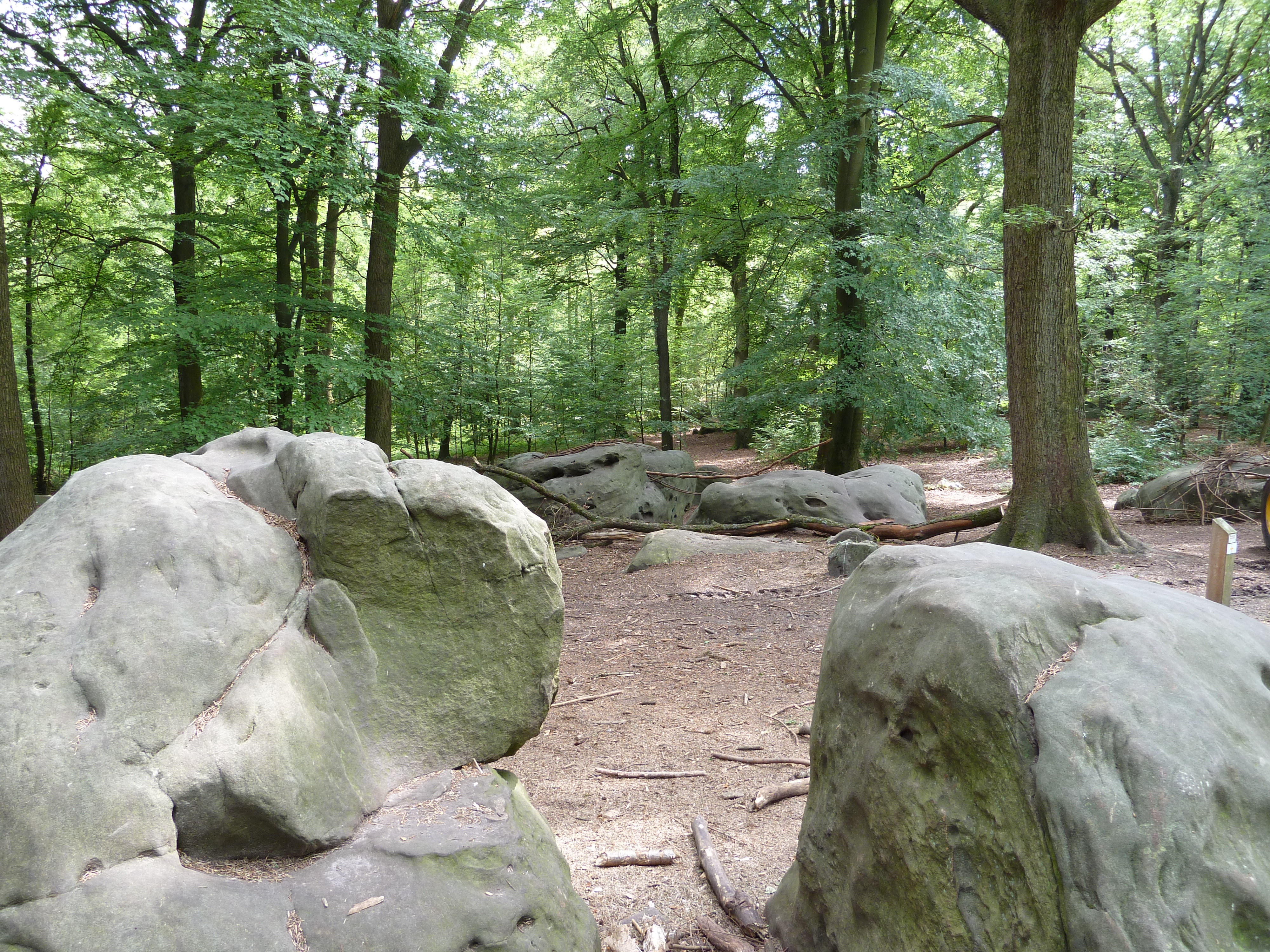
De Zyklopensteine
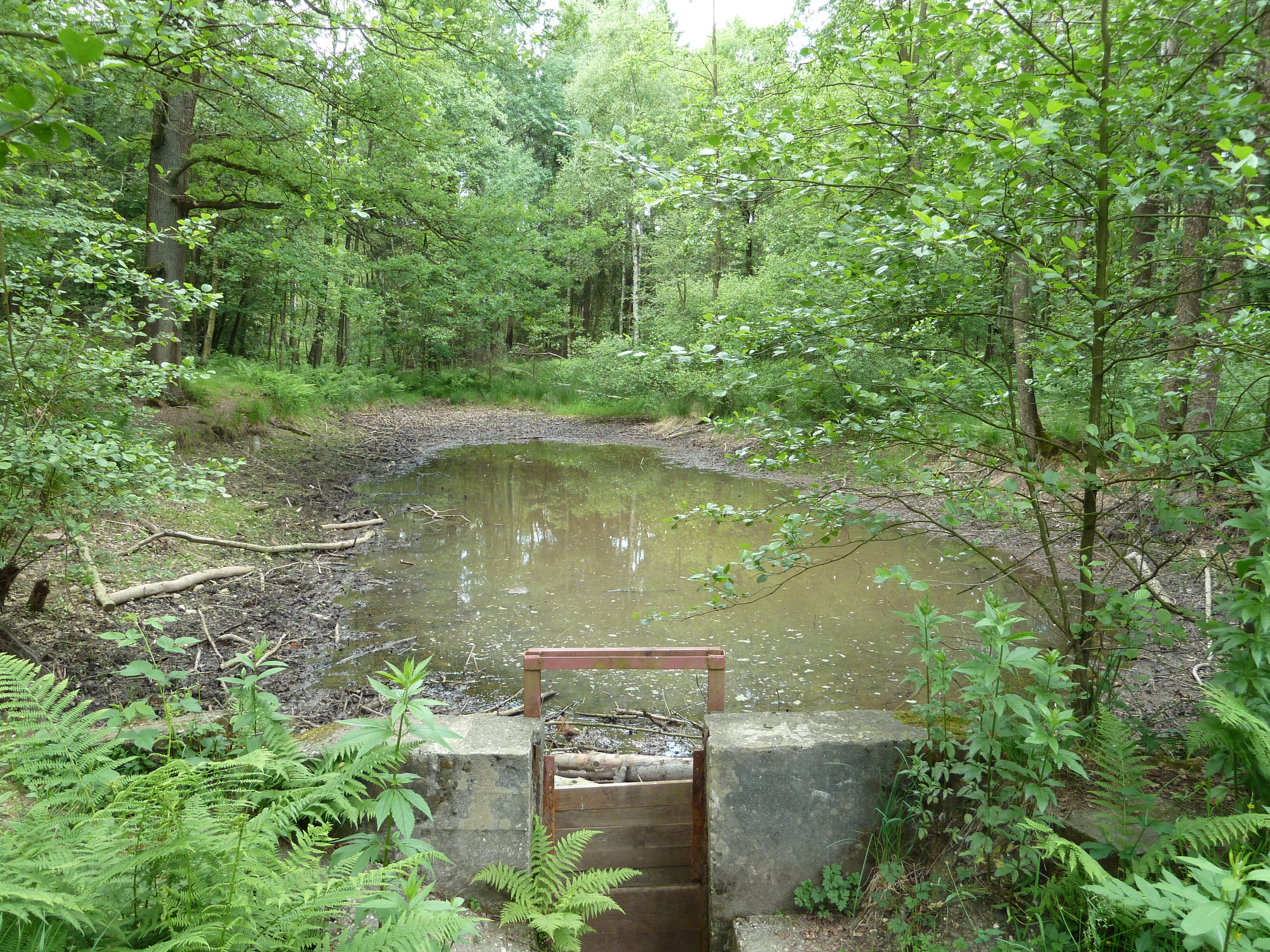
De bron van de Geul bij de Zyklopensteine in het Akenerbos in de buurt van de plaats Lichtenbusch.
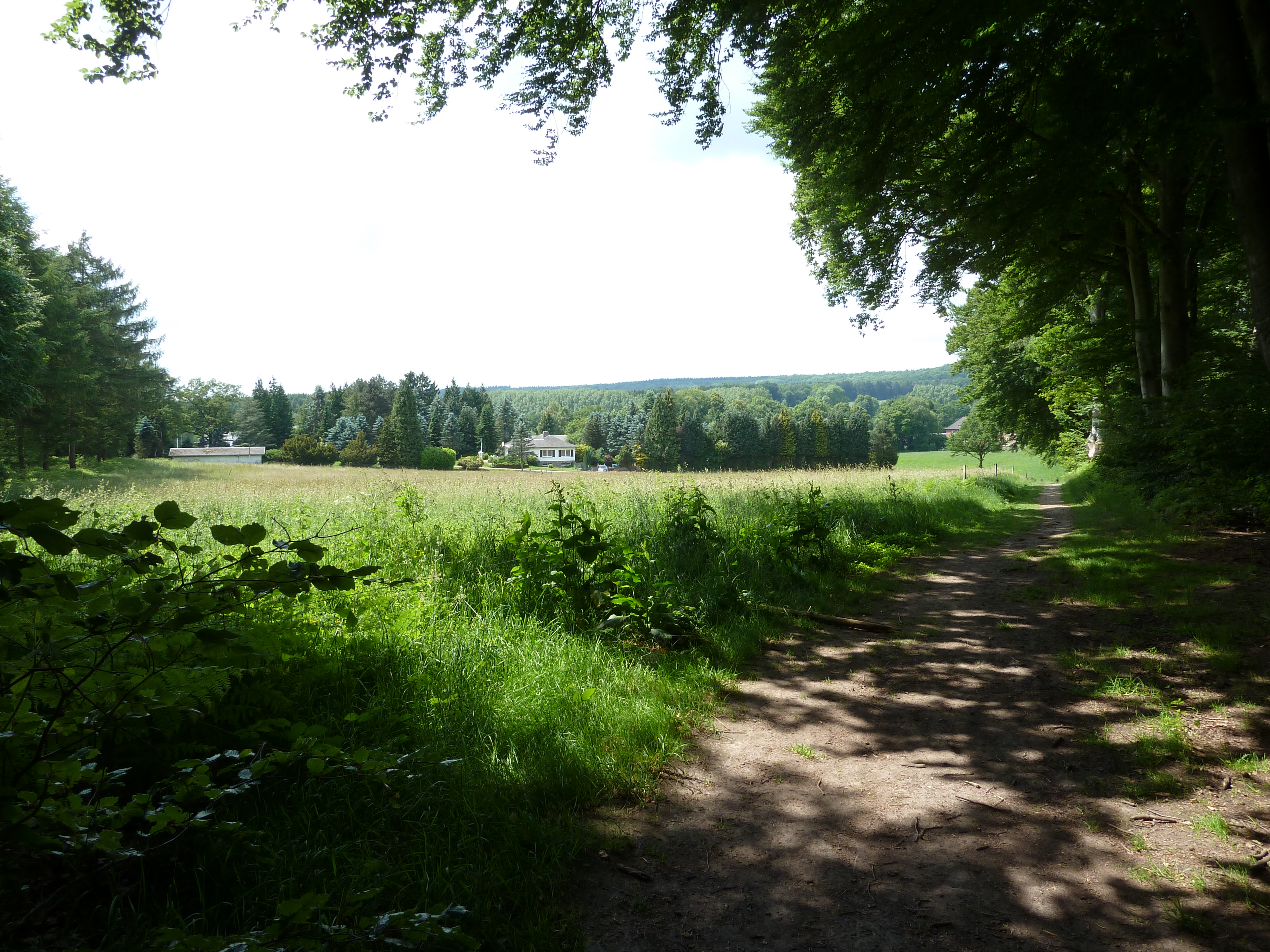
Uitzicht in de buurt van de Zyklopensteine